# Central Stadion Trud, Uljanovsk
Central Stadion Trud är en multiarena i Uljanovsk, Ryssland. Den används av bandylaget Volga-SDYuSShOR och fotbollslaget FC Volga Uljanovsk. Arenan, vars publikkapacitet är 15 000 åskådare, användes för semifinaler och final under världsmästerskapet i bandy för herrar 2016.